# Воскресенський Михайло Сергійович
Воскресенський Михайло Сергійович — народний артист Росії, професор Московської консерваторії.
Народився в місті Бердянську. У 1949—1953 роках навчався у Московському музичному училищі ім. М. М. Іпполітова-Іванова (клас І. Р. Клячка). З 1953 року — студент, з 1958 року — аспірант Московської консерваторії (педагоги — Я. І. Мільштейн, Л. М. Оборін, Б. Я. Землянський, займався також на органі у класі Л. І. Ройзмана).
Проводить велику науково-методичну роботу, приділяючи найбільше уваги розкриттю образного змісту творів, удосконаленню звуковидобування, чим завжди славилася школа Ігумнова-Оборіна. Автор статей, виступів на радіо і телебаченні.
2022 року емігрував з Росії до США, заявивши про своє неприйняття російської збройної агресії проти України.

## Біографія

### Дитинство
Батько, Сергій Пантелеймонович Воскресенський, був за спеціальністю біохіміком. Мати, Надія В'ячеславівна Смирнова — вчителем музики.
Михайло Воскресенський народився 25 червня 1935 року в м. Бердянську. Незабаром хлопчика батьки відвезли до Севастополя.
В перші дні Німецько-радянської війни головна база чорноморського флоту піддалася бомбардуванню, тому сім'я вирішила повернутися до Бердянська. В семирічному віці Воскресенський виступив на сцені міського театру.
Мобілізований у вересні 1943 року в Червону Армію, Сергій Пантелеймонович в жовтні загинув у боях під Мелітополем.

### Роки навчання
Михайло Воскресенський вчився у загальноосвітній школі № 2 та міській музичній школі. У 1948 році закінчив музичну школу, і мати відвезла його в Москву для вступу в музичне училище. Там його прослухали та зарахували у підготовчий клас.
У 1949 році Воскресенського було зараховано в Московське музичне училище ім. М. М. Іпполітова-Іванова (клас І. Р. Клячко), а у 1953 році став студентом Московської консерваторії. На другому році навчання в консерваторії педагог привів його на прослуховування до Л. М. Оборіна — першого радянського піаніста, що став переможцем міжнародного конкурсу, і той взяв його до себе в клас. На другому курсі Воскресенському призначили Сталінську стипендію, що дозволила йому відмовитися від матеріальної допомоги матері, і та змогла відправити на навчання в Москву його сестру. В консерваторії, крім занять на фортепіано у Л. М. Оборіна, Воскресенський також займався на органі в класі Л. І. Ройтмана.
У 1955 році у складі радянської делегації Михайло Воскресенський бере участь у роботі Всесвітнього фестивалю молоді і студентів у Варшаві.
Тут почалася його концертна діяльність, він зіграв Другий концерт Ф. Шопена з оркестром Большого театру СРСР під керівництвом знаменитого диригента Є. Свєтланова.
Потім була участь у міжнародних конкурсах піаністів: імені Шумана в Берліні (1956 рік, третє місце), імені Шумана в Ріо-де-Жанейро (1957 рік, третє місце), імені Дж. Енеску в Бухаресті, Румунія (1958 рік, друге місце). До всіх змагань молодого піаніста готував Л. М. Оборін.

## Викладацька діяльність. Концерти
У 1958 році Михайло Воскресенський закінчив Московську консерваторію, вступив до аспірантури і став викладати предмет «Спеціальне фортепіано» в музичному училищі ім. М. М. Іполітова-Іванова.
У 1959 році він починає працювати в Московській консерваторії асистентом Л. М. Оборіна. У 1961 році закінчує аспірантуру і вже в 1962 році стає лауреатом конкурсу імені В. Кліберна у Форт-Ворті, США (третє місце).
Михайло Воскресенський стає популярним як у Радянському Союзі, так і за кордоном. Він багато виступає з концертами, його запрошують на радіо і телебачення, в тому числі на передачу «Блакитний вогник». У ці ж роки він приїздить до Бердянська і виступає з концертами в Міському будинку культури і в музичній школі.
У 1979 році присвоєно вчене звання професора.
У 1989 році — звання народного артиста Росії.
З 2007 року — завідувач кафедри спеціального фортепіано.

### Учні
О. І. Кузнецова, С. Г. Іголінський, В. Гапян, О. Маршев, Е. Воронцова, М. Яновицький, Ю. Мартинов, К. Пак, Я. Касман, Є. Месснер, Т. Єржанов, А. Гнидін, К. Маслюк, С. Кудряков, О. Д. Набіулін, А. Тебеніхін, С. Кузнецов, В. О. Юницький, Е. Карпухова, А. Ямамото, С. Соболєв та інші.
У різних консерваторіях світу працюють професори — учні Воскресенського. Серед них: Є. Лапицька (Берлін), Е. Оганесян (Париж), Ф. Чибірова (Мехіко), Т. Постникова (Севілья), С. Осипенко (Ростов-на-Дону), О. Паршин (Москва) та інші.
Концерти студентів класу Воскресенського щороку (два рази на семестр) проходять у Малому й Рахманіновському залах Московської консерваторії, найкращі студенти беруть учать у кафедральних концертах, а також у виїзних концертах у містах Росії й за кордоном.

### Манера гри на фортепіано
Як і його вчителю, Леву Миколайовичу Оборіну, Воскресенському з ранніх років було властиве спокійне, ясне і розумне ставлення до музики, яку він виконує. У грі Воскресенського, в його інтерпретаторських концепціях — нічого надмірного чи диспропорційного. Відмінний порядок у всьому, що робиться за клавіатурою. Усюди — в звукових градаціях, темпах, технічних деталях — неухильно строгий контроль. В його трактуваннях майже немає спірного, внутрішньо суперечливого. Що ще важливіше для характеристики його стилю — нічого надмірно особистого.
Ще одна особливість його виконавських трактувань: в них, як колись і в Оборіна — ані найменшої емоційної напруженості, ані тіні афектації.
Нічого від непомірності у вияві почуттів. Всюди — від музичної класики до експресіонізму, від Генделя до Онеґґера — душевна гармонія, витончена збалансованість внутрішнього життя. Якого б автора він не ставив у свої програми, в його грі завжди відчуваються рамки, окреслені бездоганним вихованням, сценічним етикетом, відмінним смаком.
Характеризуючи гру Воскресенського, треба сказати про одну давню добре помітну традицію в музично-виконавському мистецтві. У зарубіжному піанізмі її асоціюють зазвичай з іменами Еґона Петрі та Робера Казадезюса, в радянському — з іменем Льва Миколайовича Оборіна. Ця традиція ставить в основу виконавського процесу структурну ідею твору. Для артистів, що дотримуються її, музикування — не стихійний емоційний процес, а послідовне розкриття художньої логіки матеріалу. Провідною рисою такого стилю виконання є уважність до естетичних якостей музичної форми: до стрункості звукової конструкції, співвідношення цілого й частковостей, вивіреності пропорцій.
Як інтерпретатор Воскресенський виконує найрізноманітнішу музику. В усних і друкованих виступах він неодноразово висловлювався за якомога ширший репертуар артиста, що гастролює. В різних стилях він почуває себе однаково спокійно і впевнено. Він вміє усюди зберегти творчу рівновагу, уникнути крайнощів та нерівномірностей. Михайлу Воскресенському добре вдається розкрити стильову природу музики, яку він виконує. Це є ознакою його високої професійної культури.

### Концертна діяльність. Основний репертуар
Концертну діяльність почав 1955 р. у складі радянської делегації на Всесвітньому фестивалі молоді та студентів у Варшаві, де зіграв Другий концерт Ф. Шопена з оркестром Большого театру під керівництвом Є. Свєтланова. Будучи лауреатом 4 міжнародних конкурсів (ім. Шумана в Берліні, в Ріо-де-Жанейро, ім. Енеску в Бухаресті, ім. В. Кліберна в Форт-Уорте), з великим успіхом гастролює в різних містах Росії та за кордоном (усі країни Східної Європи, Бразилія, Ісландія, Австрія, Франція, Японія, США, Мексика, Перу, Італія, Іспанія, Китай, Корея, Австралія та інші).
Виступав з більш ніж 150 диригентами, серед яких — О. В. Гаук, К. П. Кондрашин, Ф. Конвічний, К. Мазур, Р. Клейнерт, К. Брасс, Дж. Притчард, М. Кейтимс, С. Скровачевський, Є. Катлевич, К. Штрий, Е. де Морі. Концертний репертуар Воскресенського включає 56 концертів для фортепіано з оркестром, у тому числі ті, що рідко виконуються: фантазія «Блукач» Шуберта-Ліста, фантазія К. Дебюссі та ін.
Перший в СРСР виконавець Концерту для фортепіано з оркестром op. 13 Б. Бріттена, Концерту для фортепіано з оркестром і Капричіо Ю. М. Буцко (присвячені Воскресенському), «Konzertmusik» для фортепіано, мідних духових і 2-х арф П. Хіндеміта, сонати es-moll О. М. Скрябіна, багателей Е. В. Денисова (присвячені Воскресенському), сонат Г. М. Шантиря і восьмої сонати Є. К. Голубєва (присвячена Воскресенському), п'єс І. М. Красільнікова, «Язичницьких поем» Р. Росселіні, Фантазії Бена Вебера (США) та інших авторів.
Перший виконавець за кордоном Концерту № 2 Д. Д. Шостаковича (фестиваль «Празька весна», Прага, 24 травня 1957 р.; диригент В. Ірачек, в присутності автора), Концерту для фортепіано і струнних А. Г. Шнітке (Будапешт, 10 жовтня 1987 г.; диригент Л. Ковач).
Сольні програми Воскресенського — це понад 40 монографічних циклів творів Й. С. Баха, В. А. Моцарта, Ф. Шуберта, Ф. Ліста, Й. Брамса, С. В. Рахманінова, С. С. Прокоф'єва, Р. Шумана, Л. ван Бетховена (32 сонати, 7 сольних концертів — Малий зал консерваторії, 1973—1974 рр.), Ф. Шопена (усі твори, 9 сольних концертів — Малий зал консерваторії, 1982—1983 рр.).
Неодноразово виступав у ансамблі з Квартетом ім. Бородіна, Квартетом ім. Шостаковича, Токійським квартетом, Квартетом ім. Чайковського, зі скрипалями М. Л. Яшвілі (10 сонат Л. ван Бетховена в сезоні 2004—2005 рр.), П. Л. Берманом, Р. Ноделем, віолончелістами Є. О. Альтманом і О. О. Князевим, а також із різними співаками.
З 1980 р. виступав як органіст у Великому та Малому залах консерваторії, а також у Ризі, Талліні, Вільнюсі, Мінську, Кишиневі, Донецьку, Омську, Новосибірську, Іркутську.

## Участь у журі конкурсів. Навчальні курси, майстер-класи
Член журі міжнародних конкурсів у Лідсі, Лондоні, Сіднеї, Утрехті, Хамамацу, Порто, Терні, Тель-Авіві, Женеві, Кельні та ін. Відповідальний секретар і член президіуму журі Міжнародного конкурсу ім. П. І. Чайковського (1978, 1990, 1994). Постійний голова журі Міжнародного конкурсу ім. О. М. Скрябіна (1995, 2000, 2004, 2008).
Регулярно проводить майстер-класи в Токійському університеті Toho Gakuen School of Music як запрошений професор, а також дає майстер-класи в багатьох музичних навчальних закладах світу (Джульярдська школа, Кертіс-інститут, Берлінська вища школа музики, Центр «Ямаха» в Парижі тощо).
Неодноразово проводив міжнародні курси підвищення майстерності за кордоном, надавав методичну допомогу музичним ВНЗ Росії.

## Дискографія
Здійснив грамзаписи творів Ф. Шопена (всі ноктюрни, скерцо, балади, полонези сонати й рондо). Ноктюрни Ф. Шопена перевидані на компакт-диск фірмою «Classical Records». До теперішнього часу Воскресенським записано більш ніж 40 компакт-дисків.
«TRITON DML Classics»
М. П. Мусоргський. «Картинки з виставки» і Д. Д. Шостакович. Друга соната.
О. М. Скрябін. Усі сонати (2 CD).
О. М. Скрябін. Усі этюди.
П. І. Чайковський. «Пори року» і «Дитячий альбом».
Й. Брамс. Три інтермеццо ор. 117; Ф. Шуберт. Музичні моменти і фантазія «Блукач»; Ф. Шопен. 2 вальса ор. 69.
Спільно з О. О. Князевим віолончельна соната Ф. Шопена і Сонати Д. Д. Шостаковича для віолончели і альта в перекладенні для віолончелі.
«Aquarius»
В. А. Моцарт. Фантазії c-moll, d-moll; Сонати a-moll К 310, c-moll K 457, C-dur K 545.
Ф. Шопен. Рондо ор. 1, Мазурки ор. 6, Вальси ор. 34, Прелюдія cis-moll ор. 45, Фантазія-експромт ор. 66, Баркарола ор. 60 і Соната h-moll ор. 58.
Р. Шуман Фантазія ор. 17, «Крейслеріана» ор. 16, а також 3 карнавали — Два Р. Шумана оp. 9 і 26 і Пештський карнавал Ф. Ліста (Дев'ята рапсодія).
«Classical records»
В. А. Моцарт Рондо a-moll, Adagio h-moll;
Л. ван Бетховен Соната ор. 106 «fur das Hammerklavier»;
О. М. Скрябін всі сонати (2 CD);
Ф. Шопен 20 ноктюрнів (2 CD);
С. В. Рахманінов op. 10 и 16;
Ф. Ліст Соната h-moll, Р. Шуман Танці Давідсбюндлерів.
«Останкіно»
Ф. Шопен. Концерт № 2; А. Хачатурян Концерт.
У 2005 р. Московською консерваторією до ювілею Воскресенського було видано 2 диски, записані з концертів у Великому залі консерваторії, куди ввійшли твори Й. Брамса та Ф. Шуберта.